# Liste der brasilianischen Botschafter in Kuwait
Die brasilianische Botschaft befindet sich in Kuwait.
Von 1968 bis 1973 war der brasilianische Botschafter in Kairo regelmäßig auch beim Emir von Kuwait akkreditiert. Von 1973 bis 1975 war der brasilianische Botschafter in Dschidda (Saudi-Arabien) regelmäßig auch beim Emir von Kuwait akkreditiert.
| Ernannt / Akkreditiert | Name                        | Bemerkungen                                                   | ernannt von               | akkreditiert während der Regierung von | Posten verlassen |
| ---------------------- | --------------------------- | ------------------------------------------------------------- | ------------------------- | -------------------------------------- | ---------------- |
| 1. Jan. 1975           | Paulo Henrique de Paranaguá |                                                               | Ernesto Geisel            | Sabah III.                             | 15. Jan. 1975    |
| 16. Jan. 1975          | Mauricio Carneiro Magnavita | Geschäftsträger                                               | Ernesto Geisel            | Sabah III.                             | 16. März 1975    |
| 17. März 1975          | Paulo Renato Rocha Santos   | Geschäftsträger                                               | Ernesto Geisel            | Sabah III.                             | 3. Apr. 1975     |
| 4. Apr. 1975           | Mauricio Carneiro Magnavita | Geschäftsträger                                               | Ernesto Geisel            | Sabah III.                             | 22. Juni 1975    |
| 23. Juni 1975          | Danilo Adão Mayr            | Geschäftsträger                                               | Ernesto Geisel            | Sabah III.                             | 28. Juli 1975    |
| 29. Juli 1975          | Sérgio Tutikian             | Geschäftsträger                                               | Ernesto Geisel            | Sabah III.                             | 31. Okt. 1975    |
| 1. Nov. 1975           | Paulo Henrique de Paranaguá |                                                               | Ernesto Geisel            | Sabah III.                             | 1976             |
| 7. März 1991           | Aderbal Costa               | ab 26. Mai 1993 auch bei der Regierung in Manama akkreditiert | Fernando Collor de Mello  | Dschabir al-Ahmad al-Dschabir as-Sabah | 1994             |
| 2002                   | Mário da Graça Roiter       |                                                               | Fernando Henrique Cardoso | Dschabir al-Ahmad al-Dschabir as-Sabah | 2005             |
| 30. Juni 2009          | Roberto Abdalla             | (* 21. Dezember 1959 in Recife)                               | Luiz Inácio Lula da Silva | Sabah al-Ahmad al-Dschabir as-Sabah    |                  |